# Adeva
Adeva (née Patricia Daniels en 1960) est une chanteuse afro-américaine de house/dance/R&B originaire de Paterson (New Jersey), aux États-Unis. Elle est la plus jeune de six enfants.

## Discographie

### Albums studio
- 1989 : Adeva!
- 1991 : Love Or Lust?
- 1995 : Welcome To The Real World (Frankie Knuckles Featuring Adeva)
- 1998 : New Direction

### Compilations
- 1998 : Hits!
- 1996 : Ultimate Adeva
- 2020 : Adeva! (Ultimate) (Coffret 4 CD : réédition 1er album de la chanteuse + 3 CD de remixes, versions singles, versions instrumentales)

### Singles
- 1988 : In and Out of My Life
- 1989 : Respect UK #17, U.S. #21
- 1989 : Musical Freedom (Moving On Up) (avec Paul Simpson) UK #22
- 1989 : Beautiful Love UK #57
- 1989 : Warning UK #17, AUS #38
- 1989 : I Thank You UK #17, AUS #30, France #50
- 1990 : Treat Me Right UK #62
- 1991 : It Should've Been Me UK #48, AUS #83, U.S. #1
- 1991 : Ring My Bell (Monie Love Vs. Adeva) UK #20, AUS #35
- 1992 : Don't Let It Show On Your Face UK #34
- 1992 : Independent Woman
- 1992 : Until You Come Back To Me UK #45
- 1992 : I'm The One For You UK #51
- 1993 : Respect ('93 Remix) UK #65
- 1995 : Too Many Fish (avec Frankie Knuckles) UK #34
- 1995 : Whadda U Want (From Me) (avec Frankie Knuckles) UK #36
- 1996 : I Thank You ('96 Remix) UK #37
- 1996 : Do Watcha Do (avec Hyper Go-Go) UK #54/US #62 en 1997
- 1997 : Don't Think About It
- 1997 : Where Is The Love?/The Way That You Feel. UK #54
- 1998 : Been Around
- 1999 : In And Out Of My Life UK #11
- 2004 : In And Out (avec Eric Prydz)